# Vréa Litama
Vréa Litama è uno degli otto comuni del dipartimento di Maghama, situato nella regione di Gorgol in Mauritania. Contava 2.319 abitanti nel censimento della popolazione del 2000.